# Sterine

Grundgerüst der Sterine (Sterol)

Sterine (von gr. στερεός stereós ‚fest, starr, hart‘, wegen der relativ starren Molekülstruktur; oder gr. στεαρ ‚festes Fett, Talg‘), auch Sterole, sind eine Gruppe von Membranlipiden und biochemisch wichtige Bestandteile der Zellmembran aus der Obergruppe der Steroide. Grundgerüst ist das Sterin, ein Steran mit einer 3β-Hydroxygruppe.
Nach ihrem Ursprung lassen sich die Sterine unterteilen in
- Zoosterine (aus Tieren)
- Phytosterine (aus Pflanzen)
- Mycosterine (aus Pilzen)

Wichtige Zoosterine sind Cholesterin (Cholesterol) und Koprosterin, das im Darm durch Bakterien aus Cholesterin gebildet wird.
Zu den Phytosterinen zählt das in Sojabohnen vorkommende Stigmasterin (Stigmasterol).
Auch in Weizenkeimlingen kommen mehrere Phytosterine vor (wie Sitosterine).
Zu den Mycosterinen gehört das z. B. aus Hefen isolierbare Ergosterin (Ergosterol). Ergosterin steht in enger Beziehung zu den Vitaminen der D-Reihe.